# Sphagnum subnitens
Sphagnum subnitens es una especie botánica de musgo de la familia de las Sphagnaceae. Se distribuye en climas polares, templados y subtropicales, en América del Norte, Europa, Asia y Nueva Zelandia. Su hábitat natural son las turberas, pantanos y humedales. 